# Црква Светог Георгија у Смедереву
44° 39′ 54.04″ N 20° 55′ 38.77″ E / 44.6650111° С; 20.9274361° И
Црква Светог великомученика Георгија у Смедереву је подигнута у периоду од 1850. до 1854. године, изведена као прва реминисценција једног српског средњовековног споменика, цркве Свете Тројице манастира Манасије, представља леп пример врхунца раног романтичарског историцизма. Лоцирана је у центру града и заједно са касније подигнутим репрезентативним здањем Суда и Општинског дома, данас уоквирује главни смедеревски трг и представља непокретно културно добро као споменик културе.

## Архитектура
Црква посвећена Светом великомученику Георгију у Смедереву спада међу највеће храмове 19. века у Србији. Њен протомајстор био је познати неимар и зограф Андреја Дамјанов из Велеса. По свом архитектонском склопу она представља комбинацију триконхоса, развијеног уписаног крста са пет купола и тробродне базилике. Унутрашњим простором доминира наос на који се надовезују на источној страни троделни олтарски простор, певничке конхе на северној и јужној и на западној страни припрата са галеријом. Изнад галерије подигнут је барокни звоник. Свод цркве држи шест снажних стубова обложених сиво зеленкастим вештачким мермером, са византијским капителима повезаним луковима. Фасаду цркве одликује богата пластична декорација изведена као спој српске средњовековне традиције, барока и исламског утицаја.
С обзиром да није била осликана, док је првобитан иконостас страдао за време Првог светског рата, Управни одбор Црквене општине Смедерево 1935. године закључује Уговор о живописању храма и изради икона за иконостас са Андрејом В. Биценком, академским сликарем из Београда.
Живопис и иконе на иконостасу представљају изузетно вредну сликарску целину, стилски изведену као компромисно решење између српске традиционалне религиозне слике, савременог богословља, руске традиције и академског стила. Из сликаног програма посебно се издвајају композиције Пренос моштију Светог Луке у Смедерево и Проповед на гори као представе са снажним историјским и верско-политичким карактером, употпуњене портретима аутентичних историјских личности.

## Галерија
- Храм светог Георгија у Смедереву, Музеј у Смедереву. Историјска збирка, инвентарски број 944.93
- Наос и иконе